# Martha Hudson
Martha Hudson (* 21. März 1939 in Eastman, Georgia, nach Heirat Pennyman) ist eine ehemalige US-amerikanische Leichtathletin und Olympiasiegerin 1960.
Sie wurde 1959 Hallenmeisterin der AAU über 100 Yards. Bei den US-Olympiaausscheidungen qualifizierte sie sich für die Olympischen Spiele 1960 in Rom. 
In Rom schied sie im Zwischenlauf über 100 Meter aus. Mit der US-amerikanischen 4-mal-100-Meter-Staffel gewann sie Gold. Die Besetzung Martha Hudson, Lucinda Williams, Barbara Jones und Wilma Rudolph stellte im Vorlauf mit 44,4 s einen neuen Weltrekord auf. Im Finale lief die Staffel 44,5 s und gewann mit 0,3 Sekunden Vorsprung auf die deutsche Staffel. Die Staffel war sehr gut eingespielt, da alle Sprinterinnen an der Tennessee State University studierten und trainierten.
Martha Hudson hatte bei einer Körpergröße von 1,52 m ein Wettkampfgewicht von 53 kg.